# Bolgár konyhaművészet
A bolgár konyha (bolgárul: българска кухня) Bulgária nemzeti konyhája, jellegzetességei elterjedtek Délkelet-Európa más országaiban is. Sokban hasonlít a szerb, a török és a görög konyhára. Összefügg ez a sokévszázados történelmi kapcsolatokkal és a természeti körülmények hasonlóságával. Ugyanakkor a bolgár konyhára hatással volt az örmény, az olasz, általában a Földközi tengeri és bizonyos fokig még a magyar konyha is.

## Tradicionális bolgár ételek

### Előételek, saláták
Bulgáriában a saláták is előételek.
A legismertebb saláta a sopszka, ami kockákra vágott uborka, paprika, paradicsom, hagyma elegyéből készített, olívaolajjal és olajbogyóval összekevert vegyes saláta. Nélkülözhetetlen kiegészítője a tetejére jócskán reszelt szirene sajt.

### Sajtok

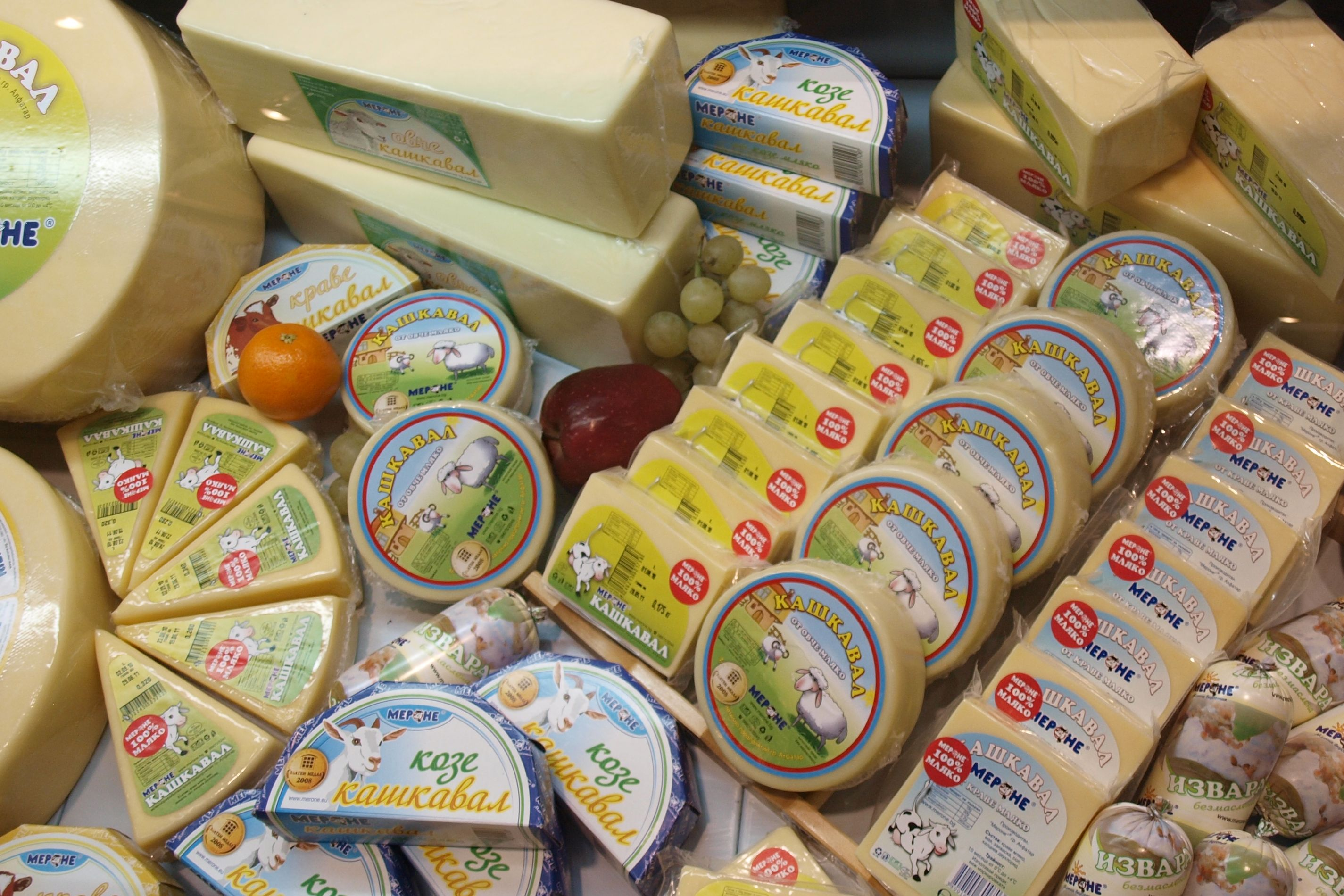
Kaskavál

Bulgáriában a legalapvetőbb élelmiszerek egyike a fehérsajt vagy szirene (bolgárul: сирене), amit juh- vagy tehéntejből, illetve ezek keverékéből készítenek. Színe hófehér, törékeny állományú, sós savóban tárolják. A nálunk feta néven közismertté vált balkáni sajtokkal azonos. Saláták, főételek, péksütemények gyakori összetevője, a bányica (баница) hagyományos tölteléke is.
Sok másféle sajt is létezik, a sárgásabb színű keménysajtok neve kaskaval (bolgárul: кашкавал), ami egyaránt készülhet tehén-, kecske- vagy juhtejből.

### Levesek
A bolgár konyha levesei túlnyomórészt zöldségekből készülnek, kellemes savanykás ízüket az aludttejféleségektől (bolgárul: кисело мляко) kapják. Betétként a zöldségek mellett húsgombócot, csirkehús-darabkákat tesznek bele. A bolgárok úgy használják az aludttejet, mint a magyar konyha a tejfölt. Nyári melegben kedvelt bolgár leves a főzés nélkül készítendő hideg tarator.

### Főételek
A főételek alapanyaga a sertés-, bárány-, birkahús, vagy a hal. A húsételekben is sok a közös vonás a szerb, török és görög ételekkel; még a nevük is hasonló: kebabcse, kjufte, muszaka, gjuvecs...

### Fűszerek
A bors mellett a leggyakrabban használt fűszer Bulgáriában a csubrica (Satureja, vagy borsikafű), ami apró fácskán nő; némiképp hasonlatos az íze a majorannához. A dzsodzsen (Mentha spicata) pedig ízre a szagos fodormentához hasonlítható, és a babból készült ételek elengedhetetlen alkotórésze.

## Képtár

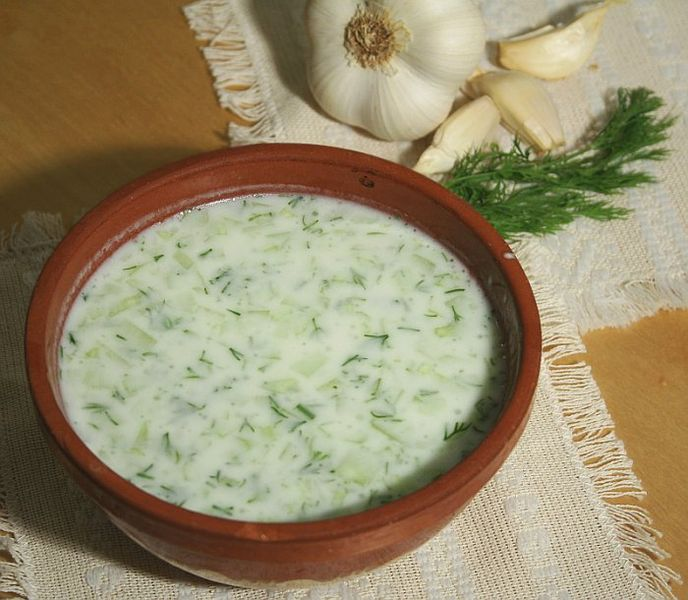
Tarator
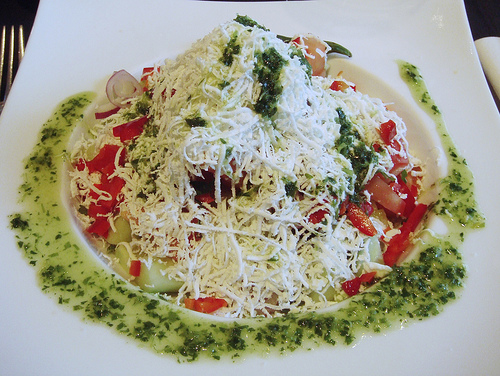
Sopszka
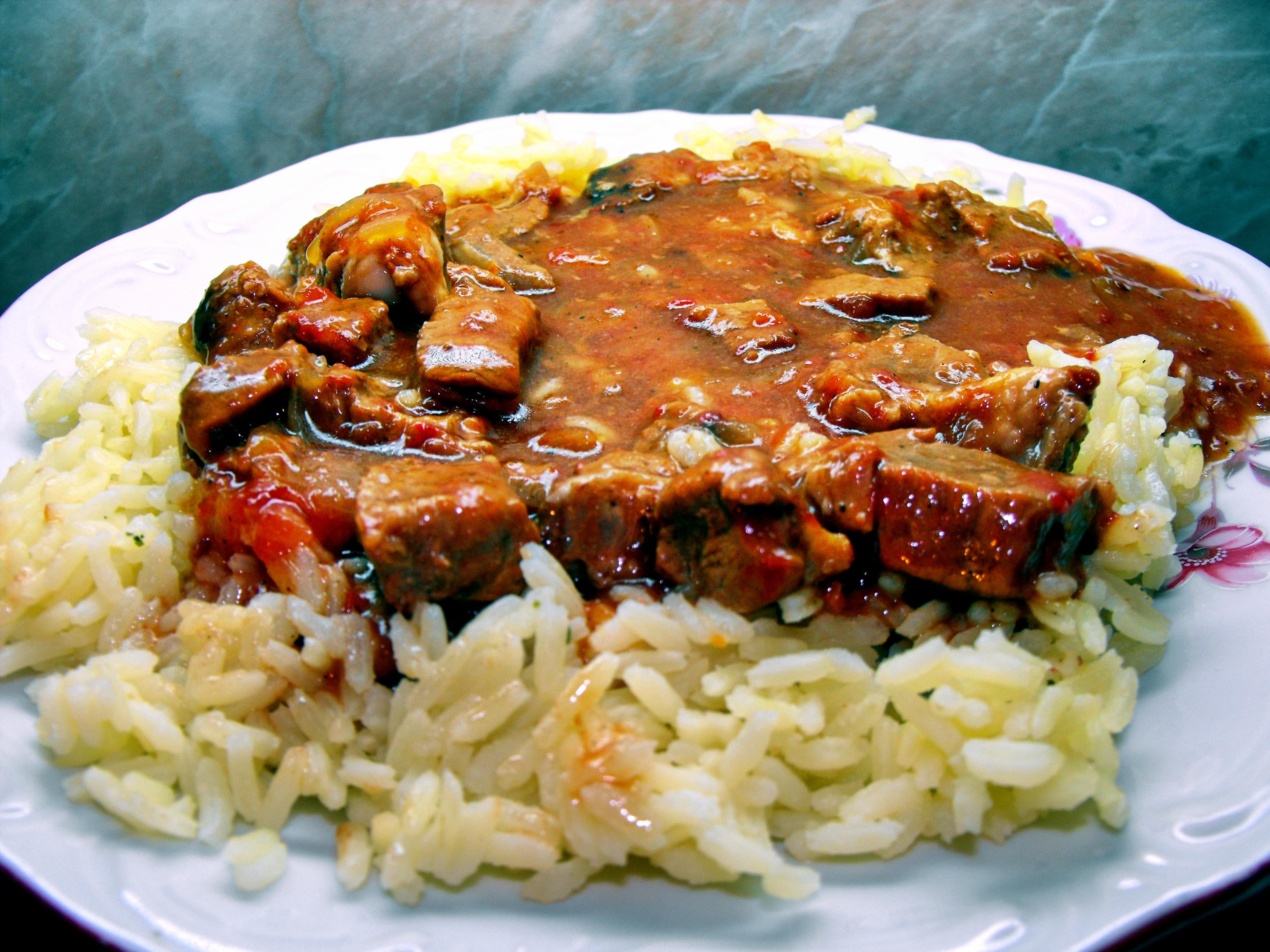
Kebap
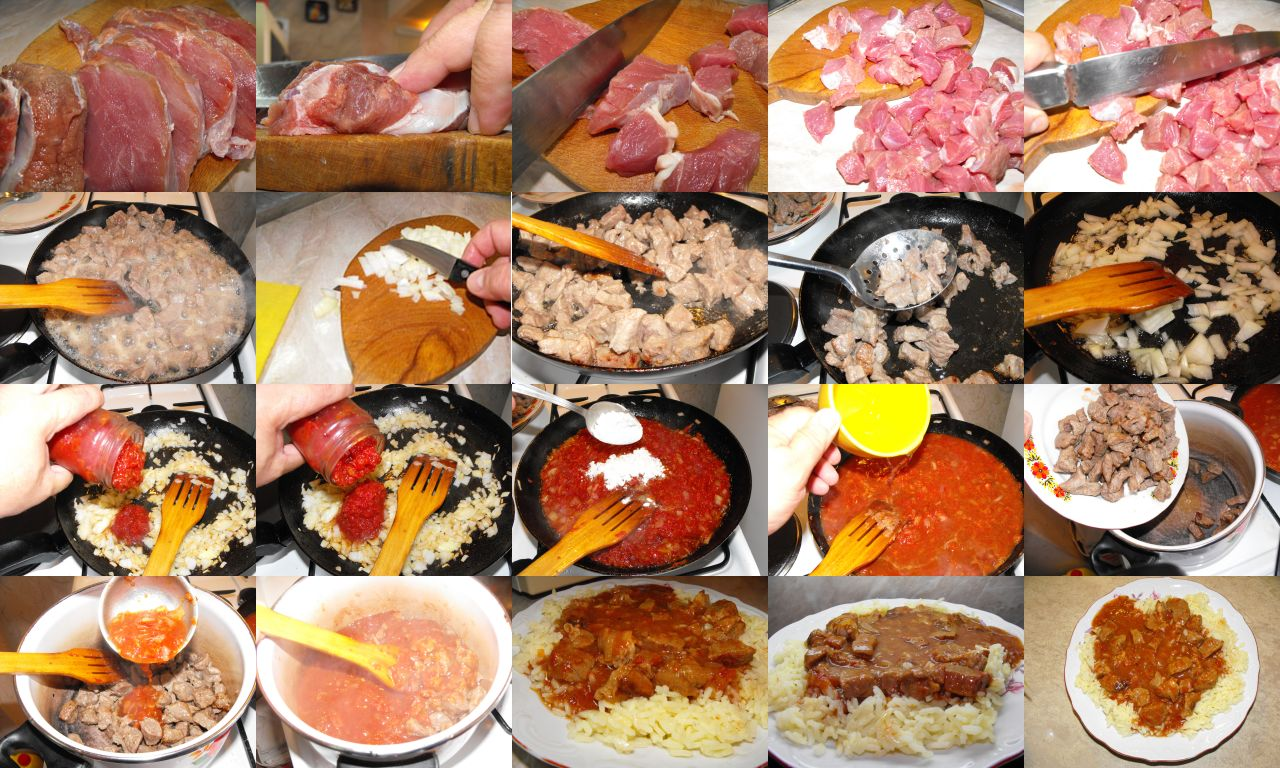
A kebab készítése
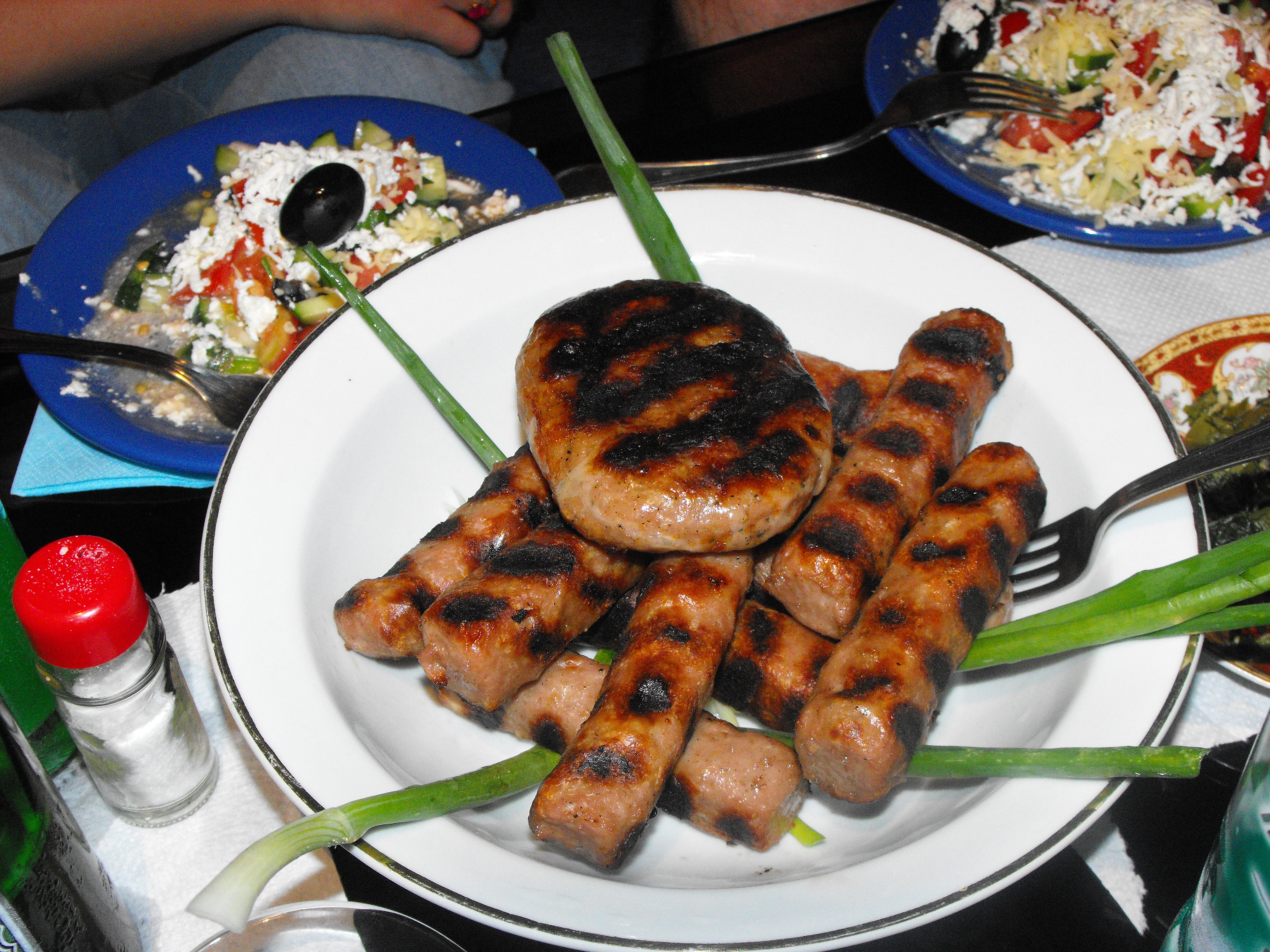
Kebabcse
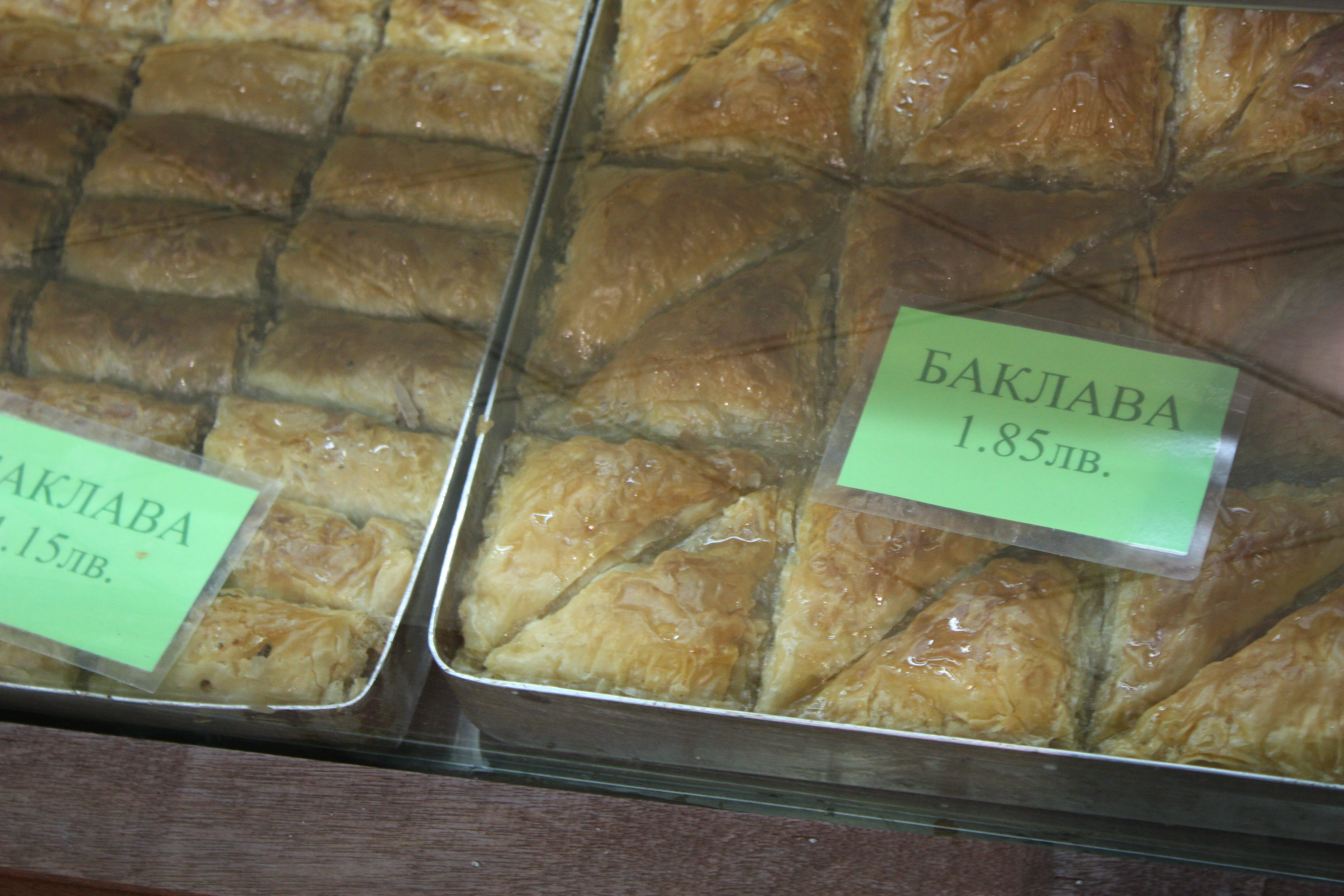
Baklava
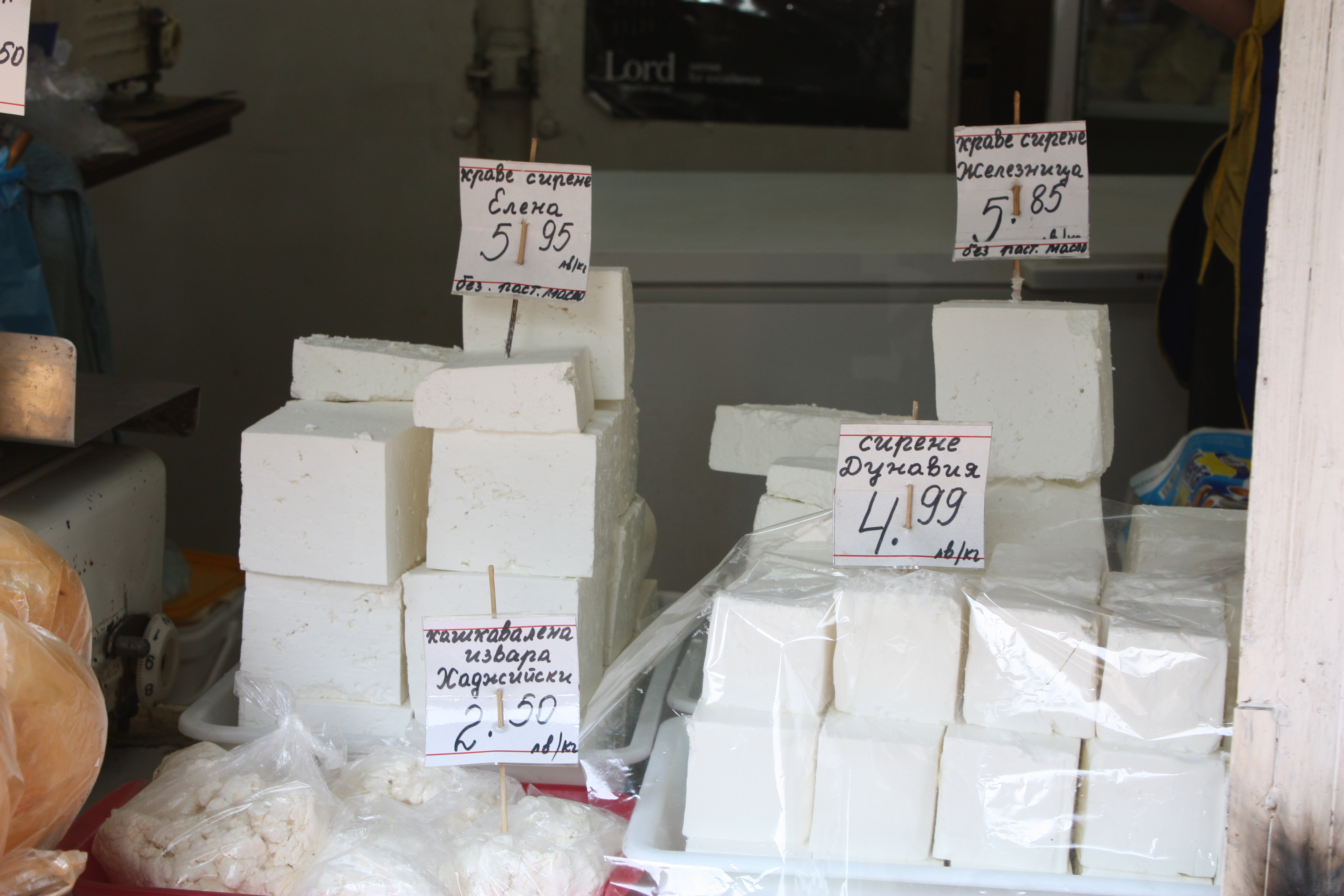
Сирене (feta)